# Franco Spisani
Franco Spisani (Ferrara, 21 maggio 1934 – Bologna, 30 gennaio 2007) è stato un filosofo italiano, autore di libri sui temi della filosofia della scienza e della filosofia della matematica.

## Biografia
Studioso di solito indicato tra i filosofi della scienza, si laurea all'Università di Padova con una tesi sull'attualismo italiano. In seguito collabora con la cattedra di Filosofia Teoretica dell'Università di Urbino. A Bologna fonda, nel 1970, la rivista Rassegna internazionale di logica (che verrà pubblicata fino al 1987)  e il Centro superiore di logica e scienze comparate, che aveva nel comitato direttivo Karl Popper e Paul Ricœur. In una lettera del 1969 Rudolf Carnap critica una sua decisione di non pubblicare un'opera. Morì suicida insieme alla moglie.

## Gli scritti
Ha scritto varie opere, tra le quali: Neutralizzazione dello spazio per sintesi produttiva, Endometria e universo del discorso e Teoria generale dei numeri relativi, legati alla logica e alla matematica trascendentale; nella prefazione della Teoria generale dei numeri relativi, si dice che: "C'è una relazione divisoria che ipotizza il valore M (numero logico trans-infinito) all'origine della neutralizzazione dello spazio transfinito. Aleph ({\displaystyle \aleph }) va verso successivi aumenti; ma è la relatività dei numeri (allora espressa nel calcolo per valori di posizione) che ne individua la direzione inversa."
Spisani ha anche pubblicato un altro libro, di taglio più divulgativo, Introduzione alla teoria dei numeri relativi; qui l'autore spiega le sue scoperte in forma di dialogo; tra gli interlocutori, la misteriosa figura della piovra Clipso.
Il suo lavoro è stato citato dal filosofo australiano Joseph Wayne Smith, dell'università di Adelaide, nel suo libro sui limiti della metafisica. Il pensiero di Spisani è ripreso da Bruno Gallo, fondatore della logofenica.

## Opere principali
- Natura e spirito nell'idealismo attuale, Milano, Fabbri, 1962
- Neutralizzazione dello spazio per sintesi produttiva, presentazione a cura di Gustavo Bontadini e Nicola Dessy, Bologna, Cappelli, 1963 (poi Milano, Marzorati, 1968)
- Il numero nell'istanza ontologica del rapporto d'identità, Imola, Galeati, 1965
- Logica ed esperienza, Milano, Marzorati, 1967
- Logica della contestazione, Bologna, Cappelli, 1968
- The meaning and structure of time, Bologna, Azzoguidi, 1972
- Philosophical foundations of autogenetic logic, Bologna, CSLSC, 1975
- Implicazione, endometria, universo del discorso (Implication, endometry, universe of discourse, testo bilingue, Bologna, International logic review, 1977
- Teoria generale dei numeri relativi con ingresso dei numeri moltiplicatori e divisori, Bologna, International logic review, 1983
- Introduzione alla teoria generale dei numeri relativi, Bologna, Centro superiore di logica e scienze comparate, Sezione di analisi matematica, 1988